# Cadel Evans Great Ocean Road Race 2017 (mannen)
De derde editie van de wielerwedstrijd Cadel Evans Great Ocean Road Race werd gehouden op 29 januari 2017. De wedstrijd startte en eindigde in Geelong. Het was de eerste keer dat de koers op de UCI World Tour-kalender was geplaatst. De titelhouder was de Brit Peter Kennaugh. Hij werd  opgevolgd door de Duitser Nikias Arndt.

## Deelnemende ploegen
Alle ploegen van de UCI World Tour mochten deelnemen. Daarnaast bestond het deelnemersveld uit ploegen uit de lagere divisies.

## Uitslag

### Mannen
| Plaats  | Naam               | Ploeg                  | Tijd     |
| ------- | ------------------ | ---------------------- | -------- |
| Winnaar | Nikias Arndt       | Team Sunweb            | 4u19'15" |
| 2       | Simon Gerrans      | Orica-Scott            | z.t.     |
| 3       | Cameron Meyer      | Team UniSA-Australia   | z.t.     |
| 4       | Jhonatan Restrepo  | Team Katjoesja Alpecin | z.t.     |
| 5       | Luke Rowe          | Team Sky               | z.t.     |
| 6       | Petr Vakoč         | Quick-Step Floors      | z.t.     |
| 7       | Nathan Haas        | Team Dimension Data    | z.t.     |
| 8       | Gianluca Brambilla | Quick-Step Floors      | z.t.     |
| 9       | Jay McCarthy       | BORA-hansgrohe         | z.t.     |
| 10      | Paul Martens       | Team LottoNL-Jumbo     | z.t.     |
|         |                    |                        |          |
| 11      | Robert Gesink      | Team LottoNL-Jumbo     | z.t.     |
| 23      | Dries Devenyns     | Quick-Step Floors      | z.t.     |

Mannen: 2015 · 2016 · 2017 · 2018 · 2019 · 2020 · 
2021-2022 · 2023 · 2024 · 2025
Vrouwen: 2015 · 2016 · 2017 · 2018 · 2019 · 2020 · 
2021-2022 · 2023 · 2024 · 2025
 Tour Down Under ·
 Great Ocean Road Race ·
 Abu Dhabi Tour ·
 Omloop Het Nieuwsblad ·
 Strade Bianche ·
 Parijs-Nice · 
 Tirreno-Adriatico · 
 Milaan-San Remo ·
 Ronde van Catalonië ·
 Dwars door Vlaanderen ·
 E3 Harelbeke ·
 Gent-Wevelgem ·
 Ronde van Vlaanderen ·
 Ronde van Baskenland ·
 Parijs-Roubaix ·
 Amstel Gold Race ·
 Waalse Pijl ·
 Luik-Bastenaken-Luik ·
 Ronde van Romandië ·
 Rund um den Finanzplatz Eschborn-Frankfurt ·
 Ronde van Italië ·
 Ronde van Californië ·
 Critérium du Dauphiné ·
 Ronde van Zwitserland ·
 Ronde van Frankrijk ·
 Clásica San Sebastián ·
 Ronde van Polen ·
 RideLondon Classic ·
  BinckBank Tour ·
 Ronde van Spanje ·
 EuroEyes Cyclassics ·
 Bretagne Classic ·
 GP van Quebec ·
 GP van Montreal ·
 Ronde van Lombardije ·
 Ronde van Turkije ·
 Ronde van Guangxi